# Реметтер, Франсуа
Франсуа́ Реметте́р (фр. François Remetter; 8 августа 1928, Страсбург — 2 октября 2022) — французский футболист, игравший на позиции вратаря. Участник чемпионатов мира 1954 и 1958 годов в составе национальной сборной Франции.

## Клубная карьера
Реметтер начинал карьеру на позиции нападающего в молодёжной команде «Страсбура», однако успешно проявил себя во время тренировок на позиции вратаря. В связи с этим тренер Эмиль Венант решил окончательно перевести Франсуа на эту позицию. В 1948 году футболист присоединился к основной команде «Страсбура», но из-за тяжёлой конкуренции за место в составе и службы в армии принял участие всего в 2 матчах чемпионата.
В течение 1949—1950 годов защищал цвета любительского клуба «Ле-Тийо», после чего был приглашён Венантом в «Мец». По итогам первого сезона клуб сумел получить продвижение из Лиги 2 в высший дивизион и выйти в 1/16 финала кубка Франции, выбив по пути клуб «Реймс». В этой команде он провёл следующие четыре сезона своей игровой карьеры. Большую часть времени, проведённого в составе «Меца», был основным голкипером команды.
В 1954 году заключил контракт с клубом «Сошо», в составе которого провёл следующие три года своей карьеры. Играя в составе «Сошо», также в основном выходил на поле в основном составе команды.
Впоследствии, с 1957 по 1960 год, играл в составе команд Лиги 2 «Бордо» и «Гренобль» и клуба Лиги 1 «Лимож». В 1960 году вернулся в «Страсбур» по приглашению своего бывшего тренера Эмиля Венанта. Тренерским штабом нового клуба Реметтер также рассматривался как игрок «основы», а в сезоне 1961/1962 был признан лучшим вратарём . В 1964 году Франсуа в составе команды стал победителем первого розыгрыша Кубка лиги. Завершил профессиональную игровую карьеру в клубе «Лимож», за который выступал на протяжении 1964—1966 годов.

## Карьера в сборной
В 1953 году дебютировал в официальных матчах в составе национальной сборной Франции в товарищеском матче против Швеции (1:0). В составе сборной принял участие в чемпионате мира 1954 года в Швейцарии, где был основным вратарём и сыграл в обоих матчах группового этапа против Югославии (0:1) и Мексики (3:2), но его сборная не сумела выйти из группы.
В 1958 году был включён в заявку сборной на чемпионат мира в Швеции, на котором команда завоевала бронзовые награды. На этом турнире Реметтер сыграл в двух стартовых матчах против Парагвая (7:3) и Югославии (2:3), но после них уступил место в стартовом составе Клоду Аббу. Всего в течение карьеры в национальной команде провёл в её форме 26 матчей.

## Достижения
«Страсбур»
- Обладатель Кубка лиги: 1963/1964[фр.]